# Element transurànic
Els elements transurànics (del llatí "més enllà de l'urani") són els elements químics de nombre atòmic superior a 92. També es denominen elements superpesants alguns elements transactínids artificials estables amb un nombre màssic superior a 110.
Els elements amb el nombre atòmic entre 1 i 92 (amb poques excepcions) es troben bastant fàcilment a la natura, i són estables o tenen isòtops amb semivides relativament llargues.
Els elements amb un nombre atòmic superior no existeixen naturalment (excepte el plutoni i el neptuni, que deriven de la desintegració beta del 238U → 239U → 239Np → 239Pu).
Per consegüent, han estat observats després de sintetitzar-los artificialment. L'estudi d'aquests elements ha estat dut a terme per diversos grups, com ara Glenn Theodore Seaborg i Edwin Mattison McMillan a la Universitat de Califòrnia a Berkeley, la Gesellschaft für Schwerionenforschung a Darmstadt (Alemanya), o l'Institut de Recerca Nuclear de Dubna (Rússia).

## L'origen de la radioactivitat

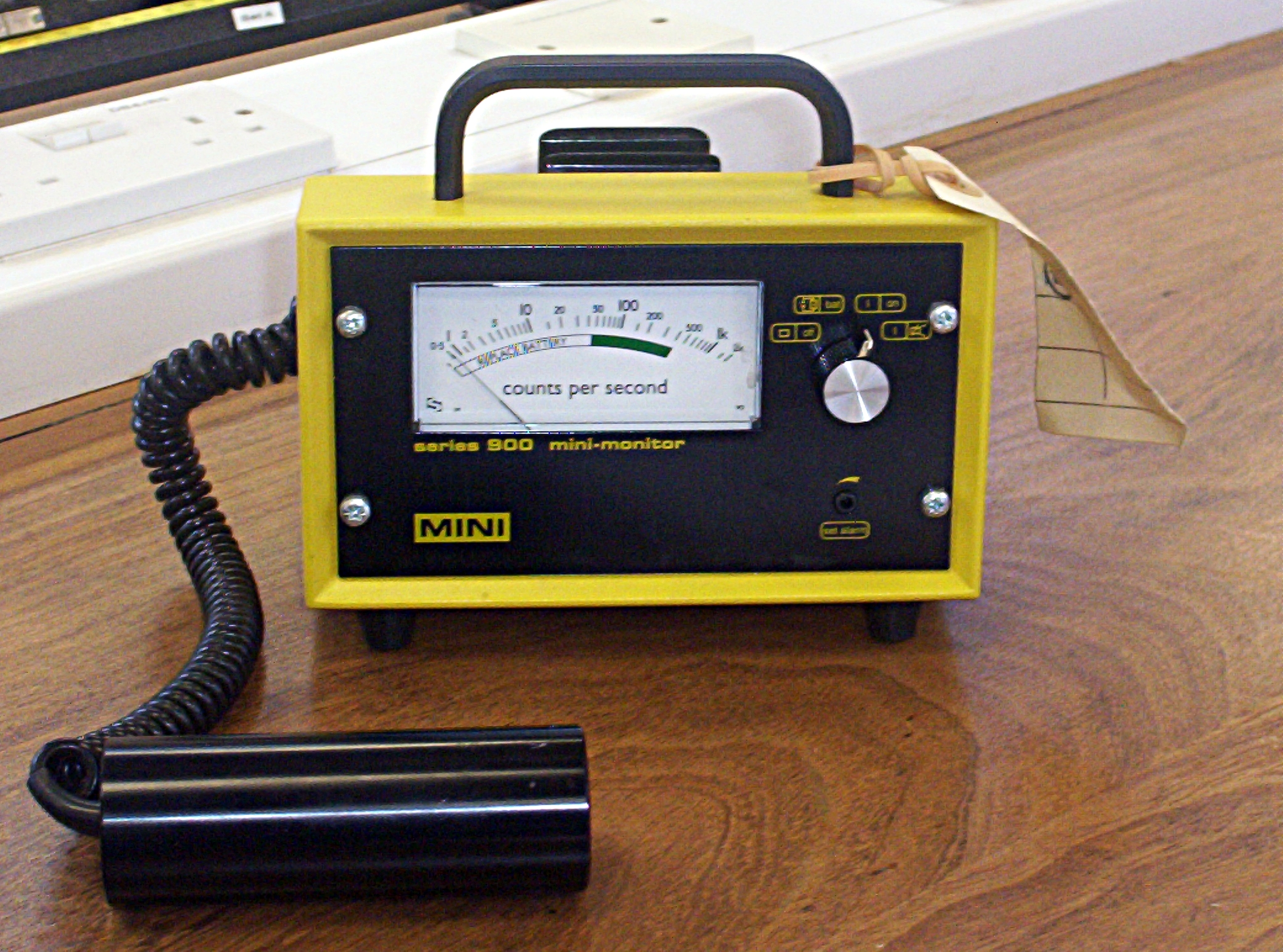
Comptador Geiger

Dues forces oposades actuen al nucli atòmic: la força nuclear forta, que uneix els nucleons entre ells, i la repulsió electroestàtica, que fa que els protons es repel·leixin mútuament, ja que són tots positius i les càrregues del mateix tipus es repel·leixen. Com que aquesta última força té un radi d'acció infinit, tot i que minva en intensitat creixent en el quadrat de la distància relativa, mentre que la força nuclear forta té un radi d'acció d'aproximadament un diàmetre protònic (es diu que és una "interacció llindar"), els protons només es poden unir als que estan més a prop, mentre que són repel·lits per tots els altres, fins i tot els més llunyans. Si el nucli és petit no sorgeixen problemes, però si esdevé massa gran, la repulsió dels protons llunyans supera l'atracció dels propers, i el nucli esdevé inestable. És així que sorgeixen els radioisòtops, és a dir, núclids que es desintegren emetent radiació i transformant-se en altres. És l'origen de la radioactivitat natural. Un nucli que té massa protons acaba deslliurant-se'n, emetent-ne alguns i desintegrant-se segons el procés alfa o beta. És per aquest motiu que els neutrons són presents al nucli: són nucleons i contribueixen a atraure els protons, però manquen de càrrega elèctrica i, per tant, no els repel·len; com que allunyen els protons entre si, redueixen la repulsió electroestàtica, i contribueixen a fer que el nucli sigui en general més estable.

## Fissió espontània
Tanmateix, per sobre d'un determinat nombre de nucleons, el nucli atòmic ja no pot mantenir-se estable ni tan sols amb l'ajut dels neutrons, i per això els elements naturals més pesants manquen d'isòtops estables. L'últim element que en té almenys un és el bismut, que té 83 protons i 125 neutrons al nucli. Per sobre, tots els isòtops possibles dels elements són inestables, tot i que poden tenir una semivida de milers de milions d'anys, com l'urani-238, i han sobreviscut des de la nucleosíntesi primordial d'abans que es formés la Terra. Són els anomenats "núclids primordials". Però a partir d'un cert punt, després del californi, amb 98 protons, el nucli ja no busca l'estabilitat emetent pocs nucleons, sinó arribant a partir-se per la meitat. Es tracta de l'anomenada fissió espontània. En l'urani, la fissió és provocada, però en els elements transurànics es pot produir espontàniament. És aquest tipus de fissió el que impedeix als nuclis atòmics esdevenir massa grans: si hi ha més de 105 protons al nucli, el període de semidesintegració esdevé de l'escala de pocs segons, o fins i tot de fraccions de segon. A les reaccions nuclears, els núclids massa grossos mai no podran existir.

## Hipòtesi dels superpesants
Tanmateix, s'hipotetitza que poden existir elements estables amb un nombre màssic elevat, car la vida mitjana per fissió espontània minva en créixer el quadrat del nombre atòmic, estant lligada a la repulsió electroestàtica. En concordança amb el tancament de la capa nuclear amb 114 protons i 184 neutrons (un dels anomenats núclids "dobles màgics"), hauria de tornar a aparèixer un nucli estable. S'ha intentat produir aquest tipus de gegant bombardejant elements transurànics amb nuclis de sofre o calci, amb l'esperança que el compost generat es desprengui d'uns quants nucleons i es transformi en un superpesant; o directament fent impactar dos nuclis d'urani-238, generant un agregat nucleònic terriblement pesant i inestable que, a través d'algun mode de desintegració, acabés convertint-se en un superpesant. Avui en dia es cataloguen com a elements superpesants els següents elements: darmstadti, roentgeni, copernici, nihoni, flerovi, moscovi, livermori, tennessi i oganessó, sintetitzats recentment.